# Aleksandr Belenov
Aleksandr Vasil'evič Belenov (in russo Александр Васильевич Беленов?; Belgorod, 13 settembre 1986) è un calciatore russo, portiere del Fakel Voronež.

## Carriera
Ha giocato nella prima divisione russa.